# Xystrocera granulithorax
Xystrocera granulithorax är en skalbaggsart som beskrevs av Stefan von Breuning 1964. Xystrocera granulithorax ingår i släktet Xystrocera och familjen långhorningar. Inga underarter finns listade i Catalogue of Life.